# Сульфаниловая кислота
Сульфаниловая кислота (n-аминобензолсульфокислота, 4-аминобензолсульфоновая кислота, анилин-4-сульфоновая кислота) — внутренняя соль, формула которой C6H7NO3S, структурная NH2—C6H4—SO3H.

## Свойства
Представляет собой белые до серого цвета кристаллы, разлагающиеся при 280—300 °C, ограниченно растворимые в воде (1 г в 100 г при 20 °C). Сульфаниловая кислота — внутренняя соль, в которой аминогруппа нейтрализована остатком сульфокислоты, поэтому она не образует солей с минеральными кислотами, но её сульфогруппа может быть нейтрализована щелочами.

## Получение
Сульфаниловую кислоту получают из анилина; нагреванием анилинсульфата C6H5NH2•H2SO4 при 180—200 °C. Из реакционной смеси, полученной нагреванием анилина с 3 молями серной кислоты в течение 5 часов при 180—190 °C, можно выделить чистую сульфаниловую кислоту с выходом 60 %. Малая растворимость кислоты в холодной воде облегчает её отделение от избытка серной кислоты и от дисульфокислот. Лучшим техническим методом получения сульфаниловой кислоты является нагревание моносульфата анилина в течение 8 часов при 180 °C. Сульфаниловая кислота образуется также при кипячении анилина с 2 весовыми частями олеума в течение нескольких минут, однако при этом происходит сильное разложение. Сульфаниловая кислота образуется вместе с другими соединениями при действии на анилин этилового эфира хлорсульфоновой кислоты. Её можно получить также нагреванием анилиновой соли этилсерной кислоты.

## Применение
Сульфаниловая кислота используется как аналитический реагент. Применяется в синтезе красителей. В лаборатории сульфаниловую кислоту используют для определения нитритов и обнаружения некоторых металлов (осмия, рутения и др.). Применение в медицине нашёл амид сульфаниловой кислоты: H2N—C6H4—SO2NH2, сульфаниламид, называемый белым стрептоцидом, и некоторые его производные (альбуцид, сульгин, сульфидин, сульфадимезин, сульфазол).